# Расмус Франдсен
Расмус Франдсен (дан. Rasmus Frandsen, 17 квітня 1886 — 5 грудня 1974) — данський академічний веслувальник.
Бронзовий призер Олімпійських Ігор 1912 року в складі розпашної четвірки зі стерновим.